# Kim Henkel

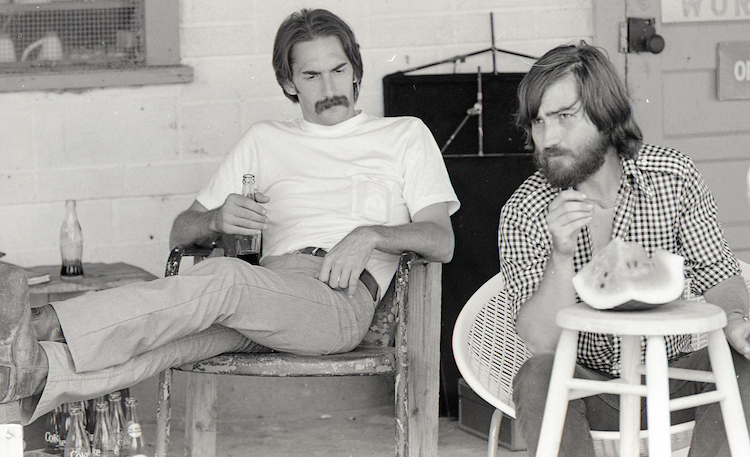
Kim Henkel junto a Tobe Hooper, durante el rodaje de La Masacre de Texas.

Kim David Henkel (Virginia, 19 de enero de 1946) es un guionista, director, productor y actor estadounidense conocido por ser coguionista de la película de terror de Tobe Hooper La masacre de de Texas.

## Trayectoria
Henkel nació en Virginia y creció en varios pueblos pequeños del sur de Texas. En 1964, inició sus estudios universitarios en la Universidad de Texas en Austin, con especialización en Inglés. Se graduó en 1969.
Amigos mutuos le presentaron a Tobe Hooper y Henkel actuó en el primer largometraje de este, Eggshells (1969).
Henkel y Hooper coescribieron el guion original de La masacre de Texas. Henkel escribió y dirigió su secuela, Texas Chainsaw Massacre: The Next Generation y también escribió, y coprodujo el clásico de Eagle Pennell Last Night at the Alamo (1983), así como la adaptación de Hooper Eaten Alive.
Henkel regresó al género de terror en 2012 con otra historia de caníbales titulada Butcher Boys, que fue codirigida por dos de sus antiguos alumnos de cine, Duane Graves y Justin Meeks. Henkel había trabajado previamente con la pareja como productor en su ópera prima El hombre salvaje de la Navidad. Produjo la película de terror Found Footage 3D, que se lanzó en el servicio de transmisión de terror Shudder en 2017.
Además trabajó como productor en la franquicia de La masacre de Texas, participando de cintas como Texas Chainsaw 3D, Leatherface y La masacre en Texas (2022).
Ha sido profesor de escritura de guiones en la Universidad Rice.

## Filmografía
| Año  | Título                                     | Crédito                       | Notas                                  |
| ---- | ------------------------------------------ | ----------------------------- | -------------------------------------- |
| 1969 | Eggshells                                  | Actor                         | Papel: Toes                            |
| 1974 | La masacre de Texas                        | Escritor, productor asociado  |                                        |
| 1977 | Comido vivo                                | Escritor (adaptación)         |                                        |
| 1980 | Gemidos en la oscuridad                    | Historia                      |                                        |
| 1983 | Last Night at the Alamo                    | Escritor, productor, actor    | Rol: Lionel                            |
| 1995 | La masacre de Texas: La próxima generación | Director, escritor, productor |                                        |
| 2003 | La masacre de Texas (remake)               | Coproductor                   |                                        |
| 2006 | La masacre de Texas: El comienzo           | Productor                     |                                        |
| 2008 | El hombre salvaje de la Navidad            | Productor, actor              | Roles: Locutor de radio n.° 2 / Lionel |
| 2012 | Butcher Boys                               | Escritor, productor           |                                        |
| 2013 | Texas Chainsaw 3D                          | Productor ejecutivo           |                                        |
| 2016 | Found Footage 3D                           | Productor                     |                                        |
| 2017 | Leatherface                                | Productor ejecutivo           |                                        |
| 2022 | La masacre en Texas                        | Productor                     |                                        |